# Las Ollas Arriba
Las Ollas Arriba es un corregimiento del distrito de Capira en la provincia de Panamá Oeste, República de Panamá. La localidad tiene 1.201 habitantes (2010).